# Adam Van Bendler
Adam Van Bendler, właśc. Adam Marcin Bendler (ur. 17 października 1986 w Gdańsku) – polski komik, stand-uper, konferansjer, aktor, scenarzysta, reżyser oraz producent skeczy internetowych i teledysków, osiągających łącznie ponad 20-milionowe zasięgi. Założyciel Fundacji Psia Krew. Według rankingu Standupedia.pl znajduje się na 6 pozycji w rankingu najpopularniejszych polskich stand-uperów.

## Życiorys
Dorastał w Gdyni na Karwinach. Uczęszczał do Szkoły Podstawowej nr 42 w Gdyni. W wieku 16 lat przeprowadził się z rodzicami do Banina. Przez krótki czas studiował Prawo i Administrację na Uniwersytecie Gdańskim. W 2008 rzucił studia i wyjechał do Norwegii, gdzie pracował sezonowo w fabryce przetwórstwa rybnego. Po sezonie wrócił na krótko do Polski, po czym ponownie wyjechał do Norwegii, ale tym razem na południe. Spędził tam kolejne 4 lata, polerując podłogi w supermarketach, a następnie – pracując jako stolarz fabryczny. W 2013 podjął decyzję, aby wrócić do Polski

## Stand-up
Przygodę ze stand-upem zaczynał w 2013 pod okiem znanych polskich komików z Pomorza: Abelarda Gizy i Kacpra Rucińskiego. Po raz pierwszy wystąpił przed większą publicznością w cyklu „Elżbietańska 6 na ostro”. Aktualnie (stan na pocz. 2020) ma za sobą tysiące występów stand-upowych w Polsce i Europie. Prowadzi je zarówno w języku polskim, jak i angielskim. Prezentował się w wielu stacjach telewizyjnych, m.in. w Comedy Central, Polsat, TVN czy TVP Rozrywka. Z krótkim show wystąpił w programie Kuby Wojewódzkiego. Był laureatem na Antrakt Stand-up Festiwal oraz Festiwal u Komedii SZPAK. Razem z innymi topowymi komikami występował na największej trasie komediowej w Polsce STAND-UP SHOW 2019. Widowisko zobaczyło na żywo ponad 130 tys. widzów. Występował również na trasach Stand-Up Time oraz Stand-Up Skład.
Do tej pory (stan na pocz. 2020) napisał 4 solowe programy. Występuje w programie „Placebo”, który jest poświęcony sposobom walki z depresją. Ponadto, spełnia się jako aktor, scenarzysta i producent w skeczowym projekcie „Prosto w kanał” na platformie YouTube. Jednocześnie prowadzi kilka scen komediowych w Gdyni, Gdańsku, Sopocie, Kościerzynie i Wejherowie. Od kilku lat, niemal co miesiąc można go zobaczyć jako prowadzącego w cyklu „Adam Van Bendler prezentuje”, gdzie zaprasza najlepszych komików z całej Polski.

## Teledyski
Adam Bendler zaistniał w internecie za sprawą klipu „Moja bryka”. Napisał słowa utworu, wynajął dwóch operatorów, a następnie stworzył scenariusz do klipu, który wyreżyserował i w którym zagrał.
Drugim teledyskiem wyprodukowanym przez Bendlera był „Nie zadzieraj z byłym”. Klip ma łącznie 4 miliony wyświetleń i został nominowany do „Yach Film 2014” za najlepszą kreacje aktorską. Bendler konkurował wówczas z: Agnieszką Chylińską, Natalią Przybysz, Tatianą Okupnik oraz Anną Patrini.
Trzeci klip „WALE KOKS” powstał we współpracy z Filipem Puzyrem, Bartoszem Pieczyńskim i Krzysztofem Kujawskim. Muzykę stworzył Antroi, a za produkcję i reżyserię odpowiadał Krzysztof Kujawski. W teledysku zagrało ponad 40 osób wraz z gościnnym udziałem Krzysztofa Skiby.
We współpracy z Michałem Grzybem (Mental Fly Production) oraz komikiem Czarkiem Sikorą – współtworzy kanał skeczowy „PROSTO W KANAŁ” na platformie Youtube. Za pisanie scenariuszy odpowiadają: Adam Bendler i Czarek Sikora. Realizacją, montażem i postprodukcją zajmuje się Michał Grzyb.

## Reklama
Razem z Krzysztofem Hołowczycem, Łukaszem „Lotkiem” Lodkowskim i Filipem Wałcerzem, zagrał (jako klient)  w serii reklam kosmetyków samochodowych marki K2. Filmy reklamowe mają łącznie kilka milionów wyświetleń na YouTube i Facebooku.

## Działalność charytatywna
Założył charytatywną Fundację Psia Krew, której celem jest niesienie pomocy bezdomnym zwierzętom w Polsce. Fundacja nie tylko dostarcza karmę i niezbędne przedmioty do schronisk i przytulisk w całej Polsce, ale również pomaga konstruować wózki dla sparaliżowanych psów. W ramach działań zorganizował dwa duże wydarzenia: „Piłkarski mecz o psią krew” oraz „Charytatywną Galę Stand-up Comedy” dla zwierzaków. Łączny dochód z wydarzeń – ponad 365 tys. zł przeznaczył na cele fundacji. W meczu charytatywnym Komicy vs Raperzy zagrali m.in. Rafał Pacześ, Abelard Giza, Łukasz „Lotek” Lodkowski, Kacper Ruciński, Błażej Krajewski, Michał Leja, Paweł Chałupka, Rafał Rutkowski oraz po stronie raperów Paluch, Mata, Tymek, Jan-rapowanie, Dwa Sławy, Avi, Adi Nowak, Joda, Wac Toja, Yurkosky oraz Dj Decks. Do tej pory, Fundacja Psia Krew wsparła schroniska w: Gdańsku, Gdyni, Kościerzynie, Ostródzie, Wejherowie, Jelonkach, Zielonej Górze, Pasłęku, Jamrozowiźnie, Starogardzie Gdańskim oraz fundację „Znów na nogach” w Białymstoku.

## Wybrane teledyski
- 2013: „Moja Bryka”
- 2014: „Nie zadzieraj z byłym”
- 2016: „Wale koks”

## Wybrane programy stand-up
- 2014: „Zabierzcie mu to” (nie został opublikowany)
- 2016: „Anatomia pecha”
- 2018: „Strach na wróble”
- 2020: „Światło w tunelu”
- 2021: "Placebo"
- 2024: "Zło konieczne"

## Wybrane filmy krótkometrażowe
- 2014: „Komplemencik”
- 2018: „Strach na wróble”
- 2018: „Prosto w kanał – The Gringles”
- 2018: „Kryzys” – reżyseria we współpracy z Abelardem Gizą
- 2018: „Prosto w kanał – Tinder Love”
- 2019: „Prosto w kanał – Pierwsza pomoc”
- 2019: „Prosto w kanał – Przyjaciele”
- 2019: „Prosto w kanał – NFZ”
- 2019: „Prosto w kanał – 105 procent”

## Wybrane stand-upy
- 2017: „Przystanek i Blachareczka”
- 2017: „Paranoja drogowa”
- 2017: „Oryginalne dresy”
- 2018: „Strach na wróble”
- 2018: „Pirackie kasety” (20 stand-upów)
- 2018: „Laptop dla Janusza”
- 2020: „Światło w tunelu”
- 2022: „PLACEBO”
- 2024: „ZŁO KONIECZNE”

## Wybrane filmy fundacyjne
- 2018: RAPERZY VS. KOMICY | Mecz piłkarski | SKRÓT
- 2018: FUNDACJA PSIA KREW – Podsumowanie meczu Raperzy – Komicy oraz Charytatywnej Gali Stand-up

## Nagrody
- 2014: „Nie zadzieraj z byłym” – nominacja do „kreacji aktorskiej roku” na Festiwalu Polskich Wideoklipów Yach Film 2014
- 2019: „Sportowa inicjatywa roku 2019” w Gdyni na Gdyńskim Festiwalu Sportu 2019